# جمال العرضاوي
جمال العرضاوي هو إعلامي وروائي تونسي يقدم برنامج «المشاء» في قناة الجزيرة.

## أعماله

### برامج
- المشاء، قناة الجزيرة، 2014 - الآن

### روايات
- جيش الماء، دار مسكيلياني للنشر، 2016